# 車イスで僕は空を飛ぶ
『車イスで僕は空を飛ぶ』（くるまイスでぼくはそらをとぶ）は、2012年8月25日（土曜）の21:22 - 23:22に日本テレビ系列『24時間テレビ 愛は地球を救う35』内で放送されたスペシャルドラマ。視聴率は23.8%を記録した。
原作は、「心理学界のブラックジャック」の異名を持つ心理カウンセラーの長谷川泰三の本『命のカウンセリング』。著者である長谷川の半生をドラマ化したものである。主演は嵐の二宮和也。伊勢谷友介の民放ドラマ初出演作でもある。
今回、24時間テレビスペシャルドラマの中で初めてプログレッシブカメラで制作され、放映時に存命の主人公を扱っている。

## あらすじ
長谷部泰之（原作者の長谷川泰三にあたる）は幼少期に一家離散し、中学生の時にグレて悪の道に入り荒れた日々を過ごしてきた。
ある日、チンピラ集団とトラブルを起こして逃走しながら駆け上ったビルの屋上から他のビルの屋上へ飛び移ろうとして転落。命に別状はなかったものの、その代償として脊髄を損傷し、車椅子での生活を余儀なくされた。絶望の中で生き続け、未来も絶望だらけと思ってきた泰之の刹那の日々が、温かく励ましてくれる人々の優しさによって、大きく変わっていく。

## キャスト
- 長谷部泰之(主人公) - 二宮和也（嵐）（幼少期：須田瑛斗）
- 長谷部はる子(泰之の母) - 薬師丸ひろ子
- 加藤久実(泰之の病院での売店の店員) - 上戸彩
- 佐山タケヒロ(泰之の病院での入院患者) - 池松壮亮
- 石井大輔(泰之の病院での入院患者) - 鈴木福
- 小宮山直哉(泰之の病院での担当医) - 安田顕
- 井原卓夫（はる子の恋人）- 光石研
- 西崎耕太(泰之の病院での理学療法士) - 高橋努
- 江端美乃里(泰之の病院での看護師) - 金澤美穂
- 南英明(泰之の病院での心理カウンセラー) - 伊勢谷友介
- 飲み屋での泰之の友人 - 菊田大輔
- 飲み屋で泰之のキックを受けたチンピラ - 松永隼
- 大輔の両親 - 細川洋平、まつおか晶
- 山の中のホームレス - 田村泰二郎
- 傘を差し掛けるおばあさん - 五月晴子
- 観光客 - あがた森魚、池谷のぶえ、伊藤玻羅馬、有福正志、郭智博、鉢嶺杏奈
- 橋の上のある母娘 - 深谷美歩、豊嶋花
- 有山尚宏、村上寿子、井川哲也、嶋崎伸夫、廻飛呂男、菅裕輔、夏秋佳代子、沢井小次郎

## スタッフ
- 原作：長谷川泰三『命のカウンセリング』（あさ出版）ISBN 978-4860633912
- 脚本：寺田敏雄
- 演出：佐久間紀佳
- 音楽：サキタハヂメ
- サウンドデザイン：石井和之
- プロット協力：根本ノンジ、さかいあお
- ボディスタント：ジャパンアクションエンタープライズ(諸鍛冶裕太、青木哲也、前川貴紀、澤江晃史、渡辺隼人、新田健太)
- 車椅子指導：村山尊司、宮嶋利成、川上貴弘、山崎覚子、畠山直久
- 看護指導：石田喜代美、大坂美穂
- 医事協力：阿部メディカルクリニック、千葉県千葉リハビリテーションセンター、千葉県救急医療センター
- チーフプロデューサー：神蔵克
- プロデューサー：河野英裕、大倉寛子、難波利昭、高明希、森雅弘
- 制作協力：日テレアックスオン
- 制作著作：日本テレビ

## 備考
- 関東地区では2013年8月21日・22日に『ドラばらっ!』枠にて前・後編に分割した形式で再放送される。
- 長谷部はる子（薬師丸ひろ子）が、劇中でKANの「愛は勝つ」を口ずさむシーンがある。
- このドラマに出演した二宮、薬師丸、光石の3人は2014年に放送されたドラマ「弱くても勝てます」で再共演している。(また薬師丸と光石に至っては翌年の1月に放送された「泣くな、はらちゃん」、2020年のNHK連続テレビ小説「エール」でも再共演している。)